# 成都南站
成都南站是成昆铁路上的一个铁路车站，位于中国四川省成都市武侯区（高新区）桂溪街道，距成都站24km，距成都东站8km，距攀枝花站725km，距昆明站1076km 。始建于1958年7月1日，启用于1970年7月1日。为配合成贵客运专线建设，成都南站于2011年5月8日封闭改造，并建设成渝客运专线联络线。2014年12月20日，成都南站随成贵客运专线的开通而恢复运行。成都南站改造前为三等站，邮政编码为610041。

## 历史

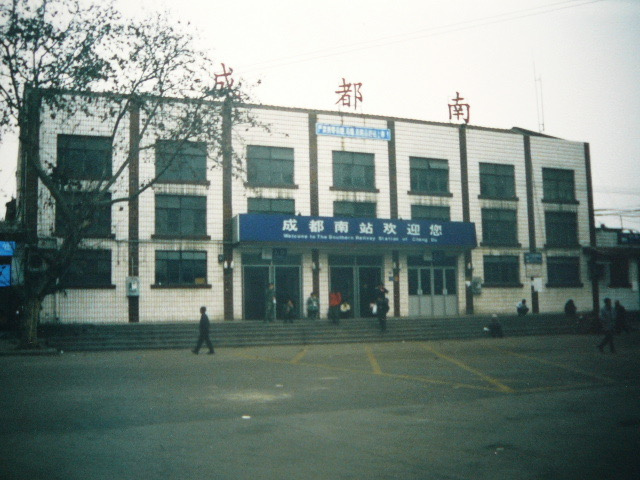
成都南站（2000年摄）

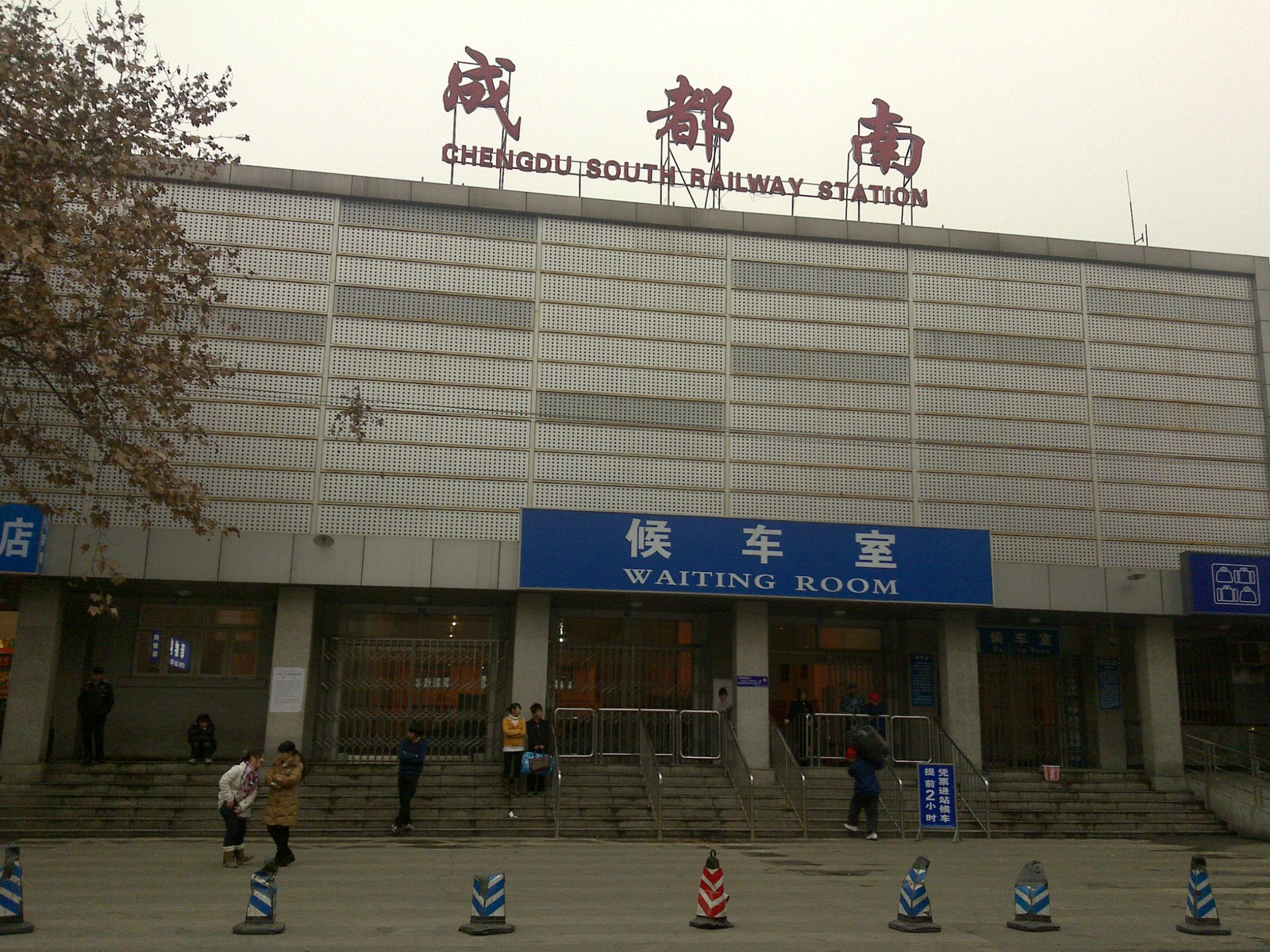
改造前的成都南站北侧站房（2010）

1970年7月1日，成都南站随着成昆铁路的建成而投入使用。当时建成的成都南站建筑面积约4000平方米，建筑为单层设计，为客货共用站。日发送旅客3000人左右，站房承载能力为600人。
2002年12月，利用原成都南站成飞专用线改建的成都枢纽西环线建成通车:130。截至2007年，成都南站设有1条正线、3条客车到发线、2座旅客站台和4条货车到发线。
2011年5月，随着成都东站开通运营，成都南站开始封闭改造。
2012年春运，为缓解成都站客流压力，改造中的成都南站临时开启办理临客列车终到业务。
2014年12月20日，改造后的成都南站与成贵客运专线同步开通运营。
2022年10月11日，成都铁路枢纽环线贯通，成都南站开始接发成雅铁路、成灌铁路列车。
2022年12月26日，峨广铁路（成昆铁路复线）开通运营，本站站成为大部分成都至昆明之间动力集中型动车组及成都至攀枝花之间城际动车组列车始发站。

## 车站设施

### 站房

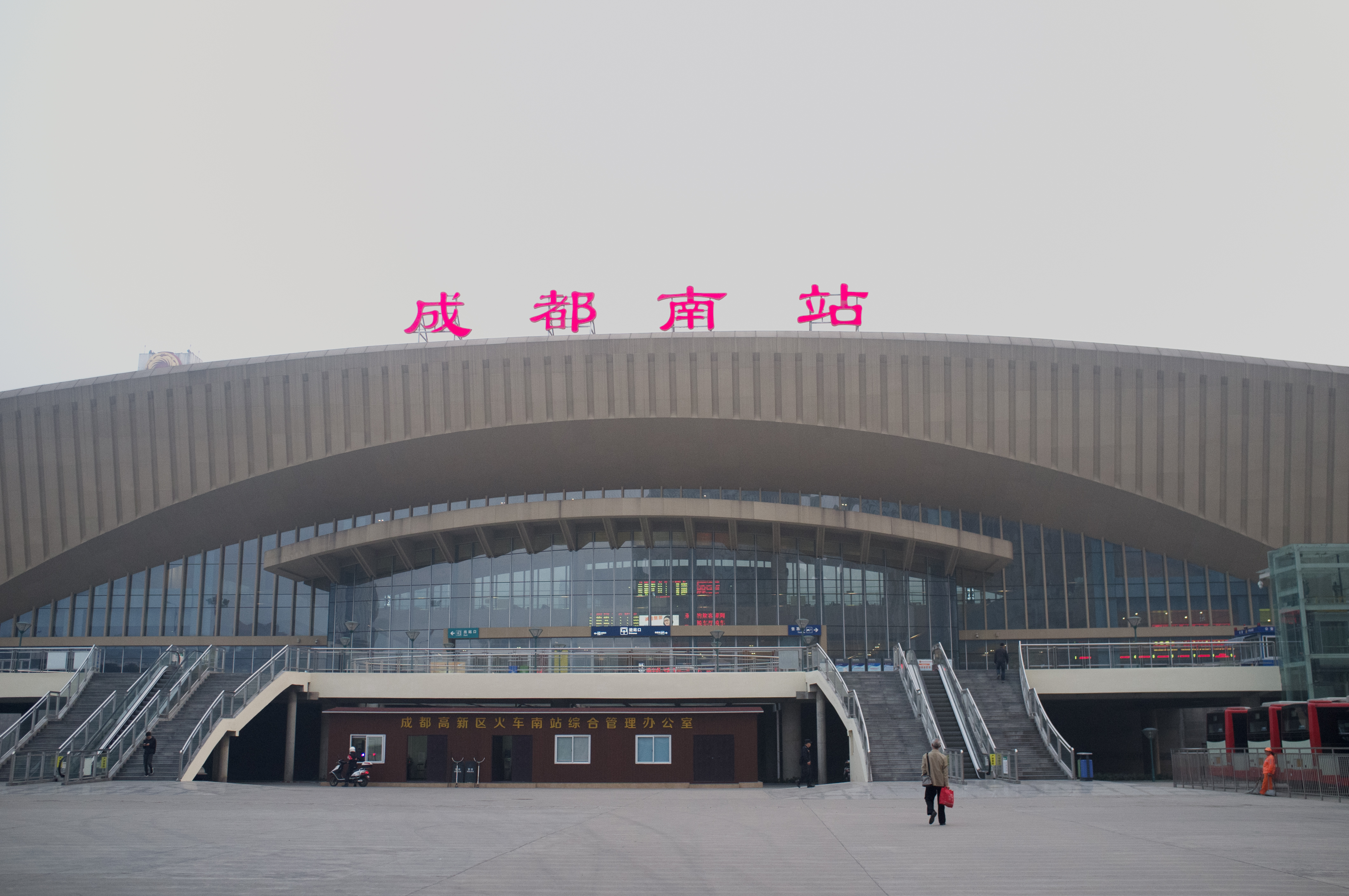
成都南站站房

成都南站建筑面积13998平方米，高25.9米，可容纳2万人同时候车能够满足近期日发送旅客39000人，远期日发送48000人要求。站房为二层侧式站房设计，位于站台南侧。成都南站站房呈米黄色，呈弧形，取山脉绵延之意象。成都南站的设计构思取意于“名山胜川”，候车大厅用材选取米色花岗石，整体呈流线状。
站房与站台建设有一座16米宽的封闭式进站天桥。在下至站台的楼梯处设置有电扶梯与无障碍电梯。
- 成都南站一层进站及候车大厅
- 候车室二层
- 成都南站的进站天桥
- 夜间的站场

### 站线布置

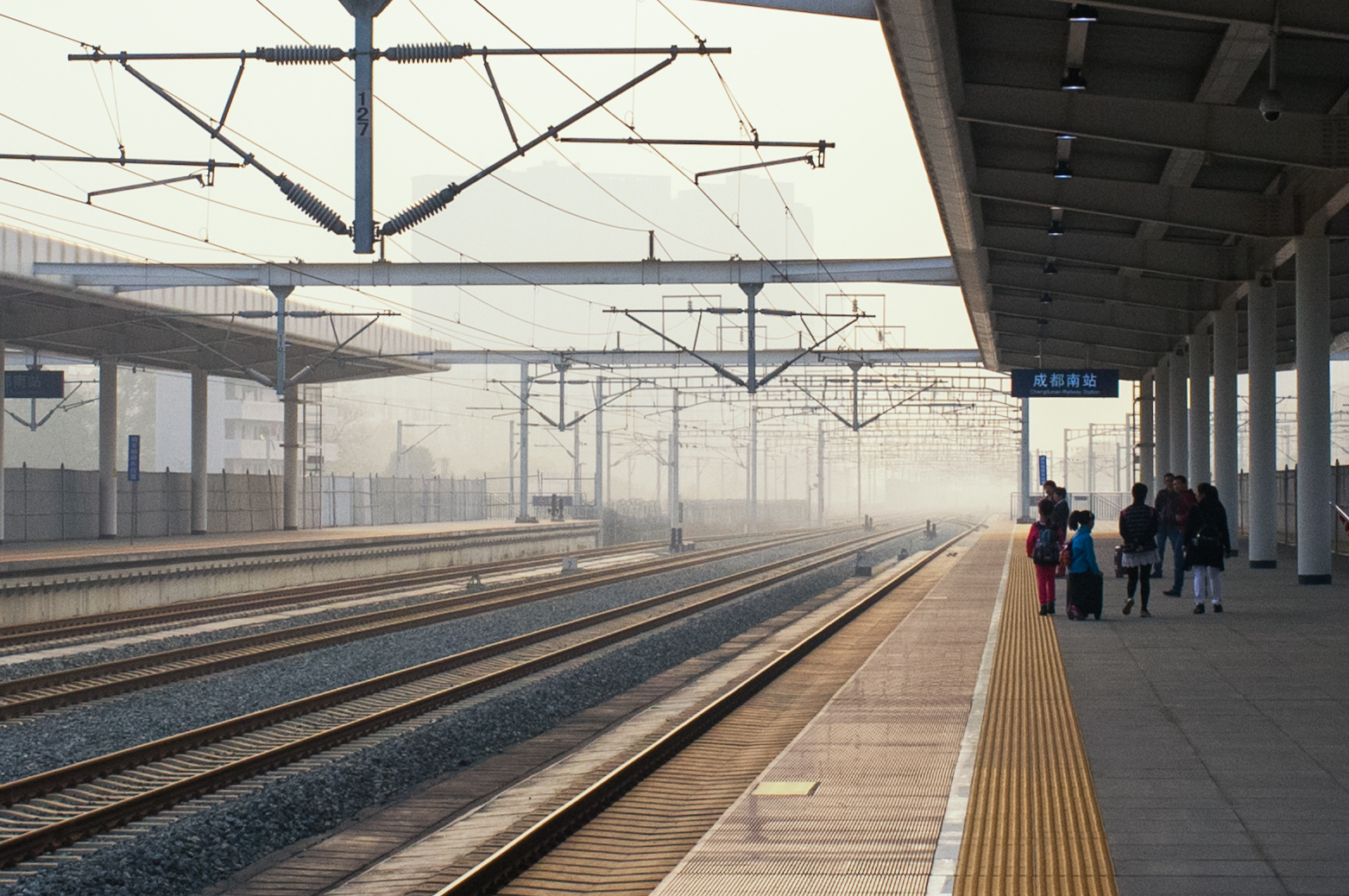
成都南站的高站台与有柱雨棚

该站设立到发线9条，通过线2条，侧式站台1座，岛式站台4座。其中，1、2、3、4、5、6站台面供成贵客运专线使用；7、8、9站台面供成昆线/成昆铁路复线（峨广铁路）、成都枢纽环线公交化列车使用。所有站台均为高站台面，站台边缘有提示盲道、白色安全线和红色警示石材。1站台采用低高度的无柱雨棚，而2、3、4、5站台均为有柱雨棚。
站台上设有入口通往12米宽的出站地道，由出站乘客与站台物流车辆共用，故设置有车辆斜坡与下行楼梯。在地道入口处亦设置了电扶梯。同时，出站地道也连接了成都地铁火车南站的站厅和成都南站综合交通枢纽，以实现出站乘客无缝换乘地铁与公交、出租。但在运营中，与车站出站口相连的D1地铁出口并未开启。

### 站前广场

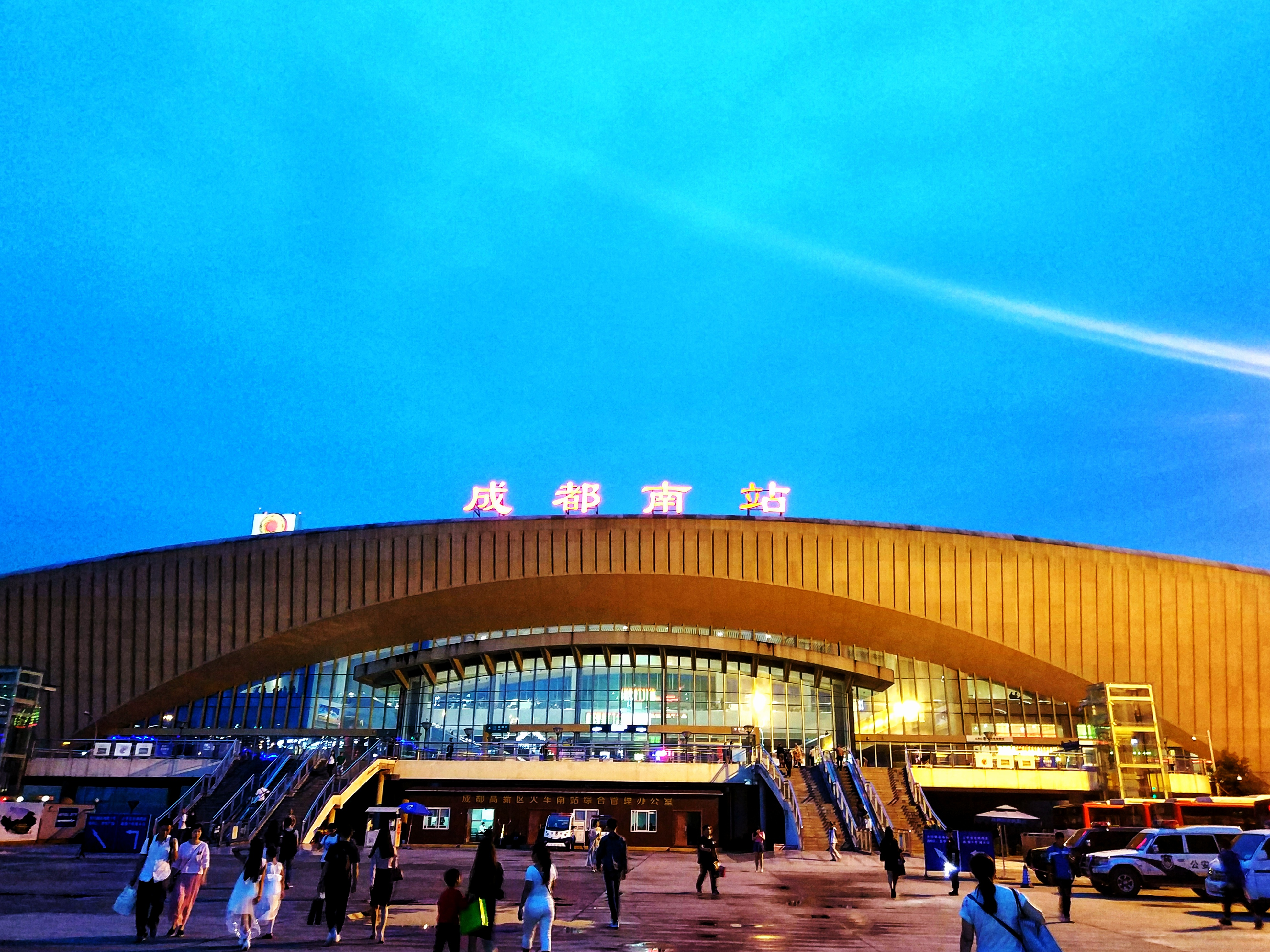
从成都南站广场拍摄的成都南站站房，可见上升广场与扶梯

该站站前广场设置有上升平台，在上升平台与地面广场之间设置有电扶梯。同时在上升平台下方亦有送站通道。但由于广场的成都公交停车场尚未搬迁，故南站前广场目前仅开放中间一小部分，而送站通道亦未全面投用。

## 接驳交通

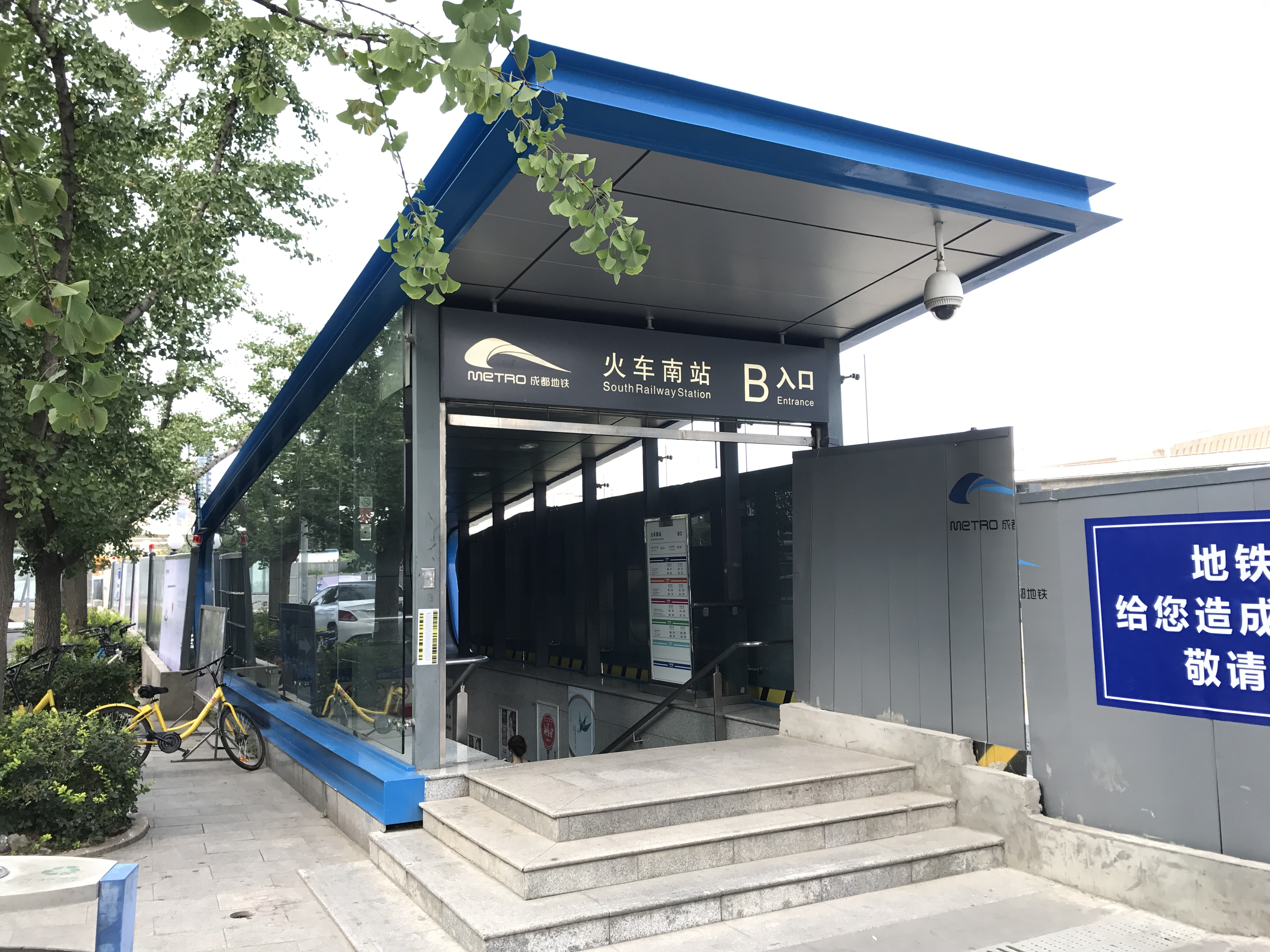
成都地铁“火车南站”的B出口

### 地铁
成都南站可通过地铁站火车南站与成都地铁1号线、成都地铁7号线、成都地铁18号线换乘。

### 公交
成都南站周边有火车南站公交站、火车南站综合枢纽站等公交站。
火车南站公交站位于火车南站广场周围，途径火车南站公交站的线路有：
- 16路
- 19路
- 49路
- 109路

火车南站综合交通枢纽是成都南站配套的城市交通换乘枢纽，位于成都火车南站西南侧，能够进行地铁、公交和出租的换乘。途径火车南站综合枢纽站的线路有：
- 133路
- 236路
- 99路
- 76路
- 111路
- 187路
- 188路
- G90路

而火车南站西路站、火车南站西路中站、火车南站东路西站、火车南站东路站和火车南站东路东站虽然名称中包含“火车南站”但实际在成都南站北侧，与站房间隔有成昆线和成贵客运专线，因此并不能与成都南站便捷换乘。

### 出租
成都南站配套的火车南站综合交通枢纽内设有出租枢纽站进行出租车停靠。

## 未来发展
按照成都市的规划，成都南站未来将改造为交通导向开发（TOD）综合体，建设车站上盖商业建筑、立体停车场等，方案由法国AREP集团设计。而成都南站现有站房将被拆除。